# Dodecaedro triaumentato
In geometria solida, il dodecaedro triaumentato è un poliedro con 24 facce che può essere costruito, come intuibile dal suo nome, aumentando un dodecaedro regolare facendo combaciare tre delle sue facce non adiacenti con la base di tre piramidi pentagonali.

## Caratteristiche
Nel caso in cui le piramidi pentagonali sopraccitate abbiano come facce laterali dei triangoli equilateri, il dodecaedro triaumentato creato è uno dei 92 solidi di Johnson, in particolare quello indicato come J61, ossia un poliedro strettamente convesso avente come facce dei poligoni regolari ma comunque non appartenente alla famiglia dei poliedri uniformi, ed è il quarto di una serie di sette solidi platonici modificati tutti facenti parte dei solidi di Johnson.
Per quanto riguarda i 23 vertici di questo poliedro, su 5 di essi incidono tre facce pentagonale, su 15 incidono due facce pentagonali e due triangolari e sugli ultimi tre vertici incidono cinque facce triangolari.

## Formule
Considerando un dodecaedro triaumentato avente come facce dei poligoni regolari aventi lato di lunghezza {\displaystyle a}, le formule per il calcolo del volume {\displaystyle V} e della superficie {\displaystyle A} risultano essere:
{\displaystyle V={\frac {5}{8}}\left(7+3{\sqrt {5}}\right)a^{3}\approx 8,5676275\ldots a^{3};}
{\displaystyle A={\frac {3}{4}}\left(5{\sqrt {3}}+3{\sqrt {25+10{\sqrt {5}}}}\right)a^{2}\approx 21,9794871\ldots a^{2}.}

## Poliedri correlati
Il dodecaedro triaumentato può essere diminuito sottraendogli una piramide a base pentagonale e formando, a seconda di quale piramide gli è stata sottratta, un dodecaedro parabiaumentato o un dodecaedro metabiaumentato, anch'essi facenti parte dei solidi di Johnson.